# Юсупов, Ибрагим Юсупович
Ибрагим Юсупович Юсупов (узб. Ibrohim Yusupov; 5 марта 1935, Ургенч, Хорезмский округ, Узбекская ССР — 15 февраля 2014, Ташкент, Узбекистан) — советский, узбекский артист балета, преподаватель классического танца, ведущий солист, балетмейстер и главный балетмейстер ГАБТ имени А. Навои. Внёс большой вклад в становление балетной школы Узбекистана второй половины XX века. Народный артист Узбекской ССР (1983).

## Биография
Ибрагим Юсупов родился в семье рабочего 5 марта 1935 года, в городе Ургенче Хорезмского округа Узбекской ССР. Когда Ибрагиму исполнилось 5 лет, он потерял мать и, впоследствии, воспитывался в семье своей тёти, а позднее, в одном из детских домов Ташкента.
В конце 1949 года, по инициативе З. Н. Афанасьевой, первого художественного руководителя, вновь образованного, на базе балетной школы Тамары Ханум, Ташкентского хореографического училища, была сформирована группа хореографов и педагогов для отбора талантливых детей. Группа работала с воспитанниками трёх детских домов Ташкента и, по итогам первого отборочного этапа, в 1950 году, выбрала тридцать детей с хореографическими способностями, из которых, впоследствии, осталось только пять, в числе которых был Ибрагим. Под руководством опытных преподавателей хореографического училища, начал раскрываться творческий потенциал Ибрагима Юсупова. Важную роль в его становлении, как профессионального артиста балета, сыграли М. Сабо и Е. П. Новиков, под их руководством, он освоил все элементы художественного сложного движения классического танца, что, впоследствии, помогло ему создать на балетной сцене яркие хореографические образы.
После окончания хореографического училища в 1955 году, Ибрагим Юсупов поступил в труппу ГАБТ имени А. Навои, где вскоре стал солистом и начал играть ведущие партии в балетных спектаклях актерского репертуара. В этих постановках, вместе с ним, блистали такие мастера исполнительского искусства, как Галия Измайлова, Бернара Кариева, Гульнора Маваева, Валентина Проскурина, Севилья Тангуриева. Но, даже находясь на лидирующих позициях в театре, Ибрагим Юсупов отдавал себе отчёт в том, что сценическая жизнь артиста балета недолговечна и, поэтому, принял решение продолжить образование в Московском государственном институте театрального искусства на отделении режиссера-балетмейстера.
В 1959 году он стал студентом ГИТИСа, где его педагогом был известный артист балета, народный артист РСФСР, доктор искусствоведения, профессор Ростислав Захаров. Под его руководством, Ибрагим Юсупов совершенствовал своё профессиональное мастерство и накапливал необходимый уровень знаний и навыков для своих будущих постановок. В ГИТИСе Ибрагим на практике и в теории изучал балетное искусство, хореографию, методику преподавания, приобщался к истории мирового и российского хореографического искусства, творческому наследию выдающихся композиторов, хореографов и балетмейстеров. Во время обучения проходил стажировку у Юрия Григоровича в Большом театре. Из института он выпустился в 1964 году.
После ГИТИСа Ибрагим Юсупов вернулся к работе в Большом театре имени Навои, где поставил два спектакля, в качестве своей дипломной работы: «Тропою грома» Кара Караева и «Семург» Бориса Бровцына, продолжая, одновременно, исполнять ведущие роли в своих постановках. Он становится балетмейстером, а, впоследствии, и главным балетмейстером ГАБТа им Навои.
В 1977—1978 годах Ибрагим Юсупов работал преподавателем классического танца в Большом театре Варшавы. Он активно продвигал хореографическое искусство Узбекистана. Вместе с балетной труппой театра гастролировал с неизменным успехом по многим странам мира, выступал со своими работами, в том числе, в Таиланде, Малайзии, Японии, Китае, Индии, Египте, Сирии, Сингапуре, Цейлоне, Гонконге, Ливане, Венгрии, Вьетнаме. Многократно участвовал в постановках балетов в Японии, Таиланде и Турции, на протяжении более десяти лет сотрудничал с «Тойота-сити-балет». 
Занимал пост постоянного председателя в Государственной комиссии «Высшей школы национального танца и хореографии». Как преподаватель воспитал несколько поколений звёзд узбекского балета.
Ибрагим Юсупов скончался в 2014 году.

## Творчество
С самого первого появления в балетной труппе Большого театра имени Навои, Ибрагим Юсупов проявил свой незаурядный талант, очень быстро он стал солистом и начал играть ведущие партии в балетных постановках. Исполнил много главных ролей в театре: Альберта в «Жизели», Звездича в «Маскараде», Батыра в «Мечте», Зигфрида в «Лебедином озере», Бамбура в «Кашмирской легенде», Солиста в «Шопениане». Творчеству Ибрагима Юсупова, было присуще сочетание художественного своеобразия национального узбекского танца с классическими традициями балетного искусства. Его мастерство заключалось во вливании элементов народного танца в палитру театра балета, привнесение в неё элементов национальной культуры.
Ибрагим Юсупов прошёл все ступени театральной карьеры от солиста и ведущего солиста труппы до главного балетмейстера. Первыми постановками были спектакли его дипломной работы: «Тропою грома» Кара Караева и «Семург» Бориса Бровцына. Но центральной точкой отсчёта в его творческой карьере стал 1967 год, год премьеры балета «Спартак» Арама Хачатуряна. Ради этой премьеры в Ташкенте, которая состоялась на год ранее выхода в Большом театре, композитор приехал в Узбекистан и совместно с Ибрагимом Юсуповым работал над постановкой.
Далее последовали «Корсар» и «Жизель»
Адольфа Адана, «Тимур Малик» Мухтара Ашрафи, «Золушка» Сергея Прокофьева, «Спящая красавица», «Лебединое озеро» и «Щелкунчик» Петра Ильича Чайковского, «Томирис» Улугбека Мусаева, «Урашимо Таро» Феликса Янов-Яновского и др..
Неизменно, на протяжении всей своей профессиональной карьеры, Ибрагим Юсупов обращался к творческому наследию Востока. В числе первых поставленных балетных спектаклей был «Семург» Бориса Бровцына (1964), созданный на основе произведения одного из ведущих узбекских поэтов — Хамида Алимджана. Следующей постановкой национальных авторов, стал балет «Тимур Малик» Мухтара Ашрафи (1970), затем «Любовь и меч» (1980) и «Амулет любви» (2008) того же автора, «Поэтические миниатюры» Улугбека Мусаева (1991), «Легенда древнего Афросиаба» Георгия Мушеля (2004),  Но вершиной творчества Ибрагима Юсупова стал балет «Томирис» Улугбека Мусаева (1984). Этот балет и в настоящее время считается лучшей постановкой балетмейстера, не потерявшей и сегодня свою популярность.

## Награды
- Народный артист Узбекской ССР (1983)[4]